# Гидроэлектростанция

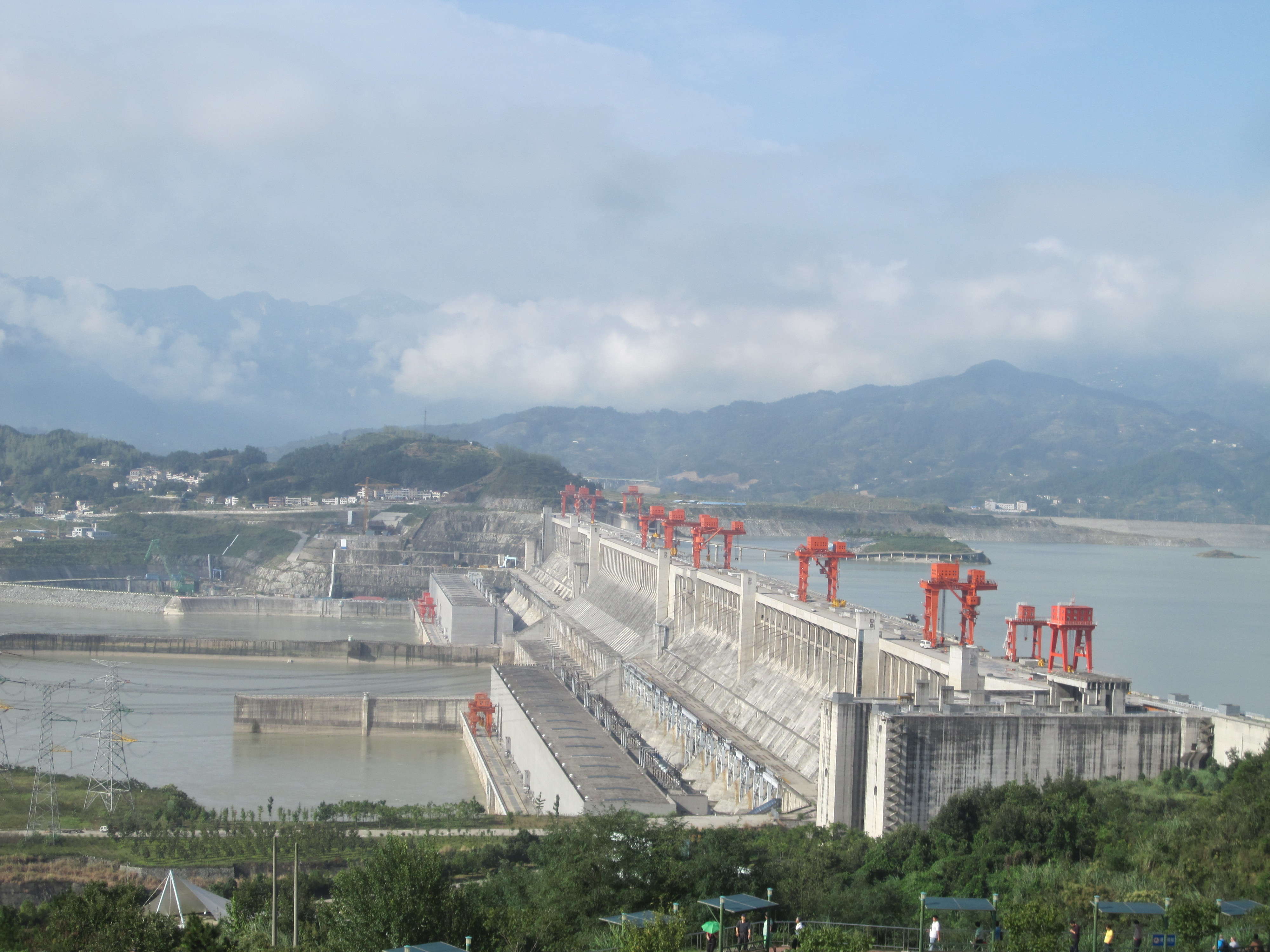
Крупнейшая в мире ГЭС — Три ущелья

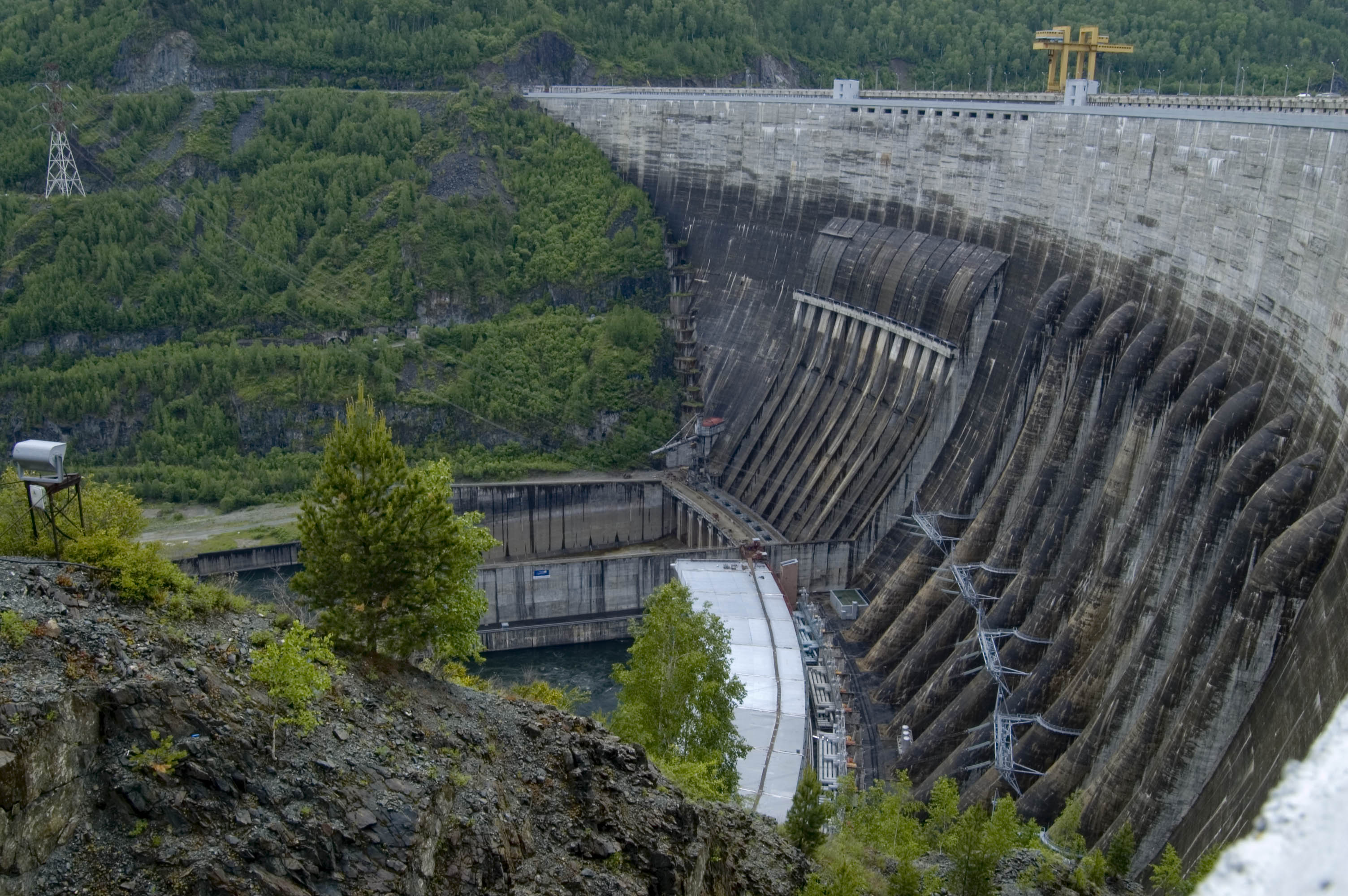
Крупнейшая российская ГЭС — Саяно-Шушенская

Плотина Серрон Гранде в Сальвадоре, вогнутая для увеличения прочности тела плотины

Гидроэлектроста́нция (ГЭС) — электростанция, использующая в качестве источника энергии движение водных масс в русловых водотоках и приливных движениях; вид гидротехнического сооружения. Гидроэлектростанции обычно строят на реках. Для эффективного производства электроэнергии на ГЭС необходимы два основных фактора: гарантированная обеспеченность водой круглый год и, возможно, большие уклоны реки, благоприятствуют гидростроительству каньонообразные виды рельефа.

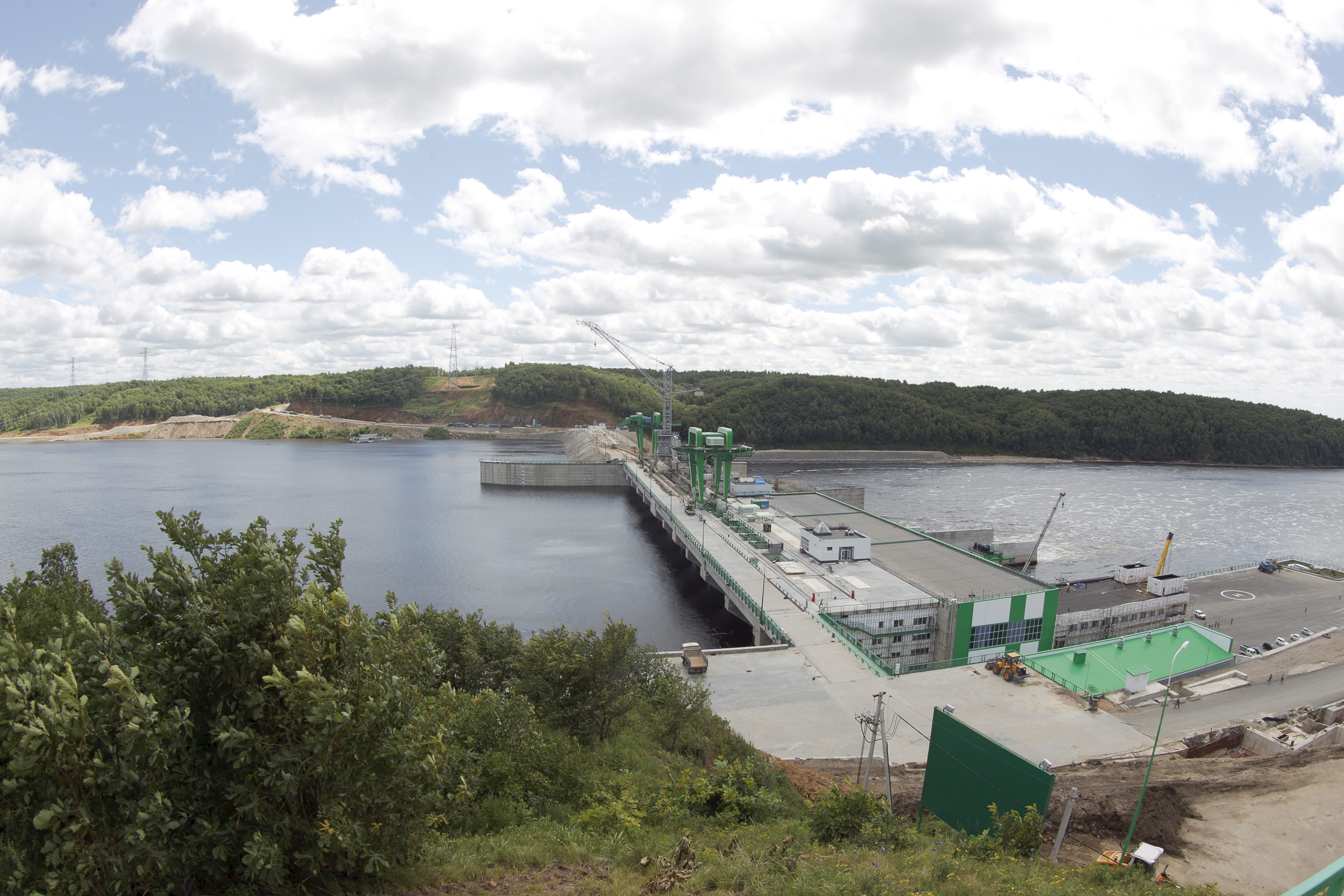
Нижне-Бурейская ГЭС, 2017 Самая новая ГЭС в России

## Принцип действия

Схема плотины гидроэлектростанции

Принцип работы ГЭС состоит в том, что энергия напора воды с помощью гидроагрегата преобразуется в электроэнергию.
Необходимый напор воды обеспечивается посредством сооружения плотины и водохранилища и, как следствие, концентрации реки в определённом месте; или же естественным потоком воды, зачастую с деривацией. В некоторых случаях для получения необходимого напора используют совместно и плотину, и деривацию.
В гидроагрегате вода поступает на лопасти гидротурбины, которая приводит в действие гидрогенератор, вырабатывающий непосредственно электроэнергию. Всё энергетическое оборудование располагается в здании гидроэлектростанции. В зависимости от назначения, здание имеет своё определённое деление. В машинном зале расположен электрогенератор. Есть ещё всевозможное дополнительное оборудование, устройства управления и контроля работы ГЭС, трансформаторная станция, распределительные устройства и многое другое.

### Особенности
- Стоимость электроэнергии на российских ГЭС более чем в два раза ниже, чем на тепловых электростанциях[1].
- Турбины ГЭС допускают работу во всех режимах от первой до максимальной мощности и позволяют плавно изменять мощность при необходимости, выступая в качестве регулятора выработки электроэнергии.
- Гидроагрегат очень быстро набирает мощность после подачи воды (от нуля до полной мощности — от 30 секунд до 2 минут), что позволяет использовать ГЭС в манёвренном режиме.
- Сток реки является возобновляемым источником энергии.
- Строительство ГЭС обычно более капиталоёмкое, чем тепловых станций.
- Часто эффективные ГЭС более удалены от потребителей, чем тепловые станции.
- Водохранилища часто занимают значительные территории, но примерно с 1963 г. начали использоваться защитные сооружения (Киевская ГЭС), которые ограничивали площадь водохранилища, и, как следствие, ограничивали площадь затопляемой поверхности (поля, луга, посёлки).
- Плотины зачастую изменяют характер рыбного хозяйства, поскольку перекрывают путь к нерестилищам проходным рыбам, однако часто благоприятствуют увеличению запасов рыбы в самом водохранилище и осуществлению рыбоводства.
- Водохранилища ГЭС, с одной стороны, улучшают судоходство, но с другой — требуют применения шлюзов для перевода судов с одного бьефа на другой.
- Водохранилища делают климат более умеренным.

## Классификация
Гидроэлектрические станции разделяются в зависимости от вырабатываемой мощности:
- мощные — вырабатывают от 25 МВт и выше;
- средние — до 25 МВт;
- малые гидроэлектростанции — до 5 МВт.

Мощность ГЭС зависит от напора и расхода воды, а также от КПД используемых турбин и генераторов. Из-за того, что по природным законам уровень воды постоянно меняется, в зависимости от сезона, а также ещё по ряду причин, в качестве выражения мощности гидроэлектрической станции принято брать цикличную мощность. К примеру, различают годичный, месячный, недельный или суточный циклы работы гидроэлектростанции.

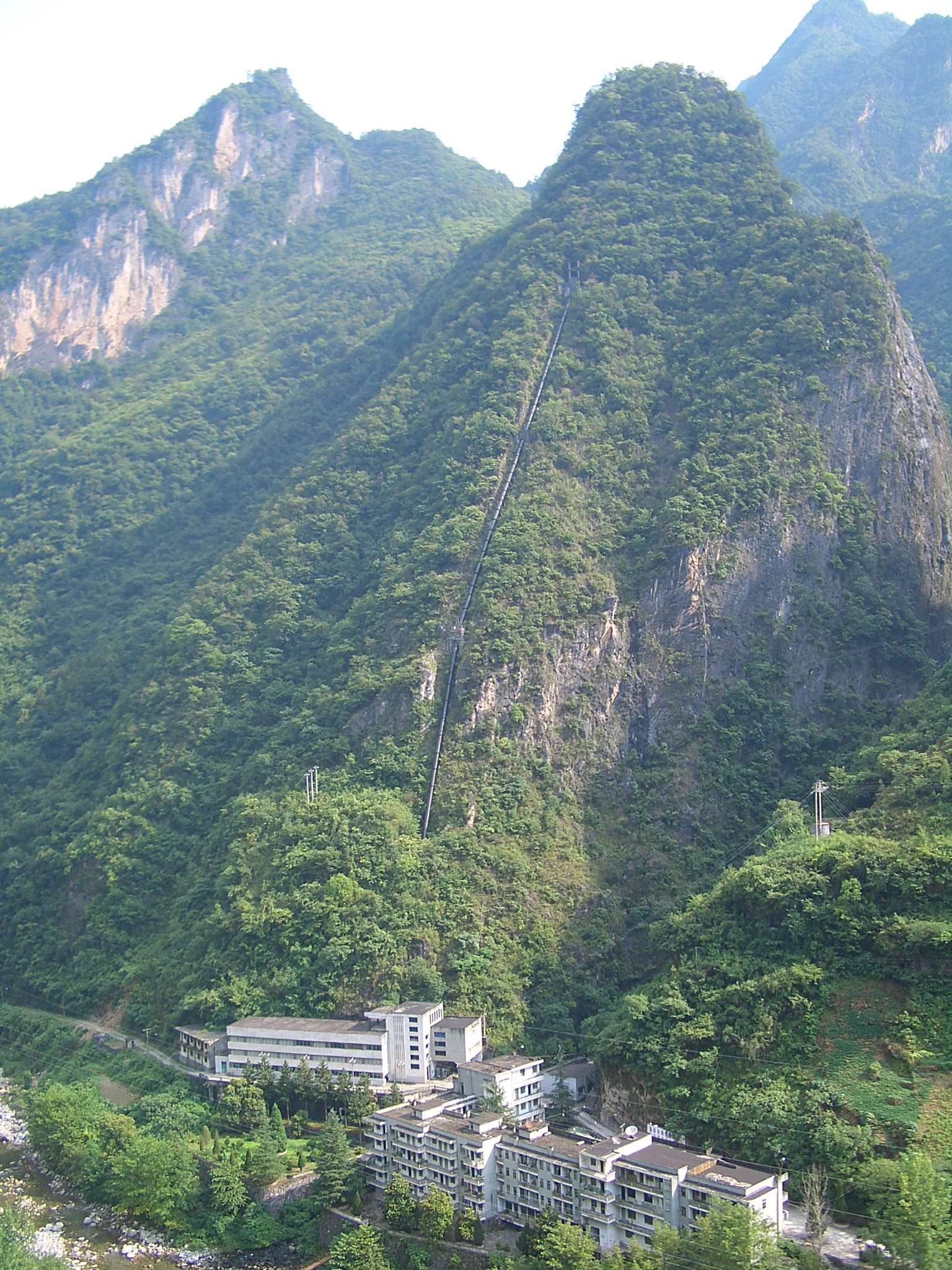
Типичная для горных районов Китая малая ГЭС (ГЭС Хоуцзыбао, уезд Синшань округа Ичан, пров. Хубэй). Вода поступает с горы по чёрному трубопроводу

Гидроэлектростанции также делятся в зависимости от максимального использования напора воды:
- высоконапорные — более 60 м;
- средненапорные — от 25 м;
- низконапорные — от 3 до 25 м.

В зависимости от напора воды, в гидроэлектростанциях применяются различные виды турбин. Для высоконапорных — ковшовые и радиально-осевые турбины с металлическими спиральными камерами. На средненапорных ГЭС устанавливаются поворотнолопастные и радиально-осевые турбины, на низконапорных — поворотнолопастные турбины в железобетонных камерах.
Принцип работы всех видов турбин схож — поток воды поступает на лопасти турбины, которые начинают вращаться. Механическая энергия, таким образом, передаётся на гидрогенератор, который и вырабатывает электроэнергию. Турбины отличаются некоторыми техническими характеристиками, а также камерами — стальными или железобетонными, и рассчитаны на различный напор воды.
Гидроэлектрические станции также разделяются в зависимости от принципа использования природных ресурсов, и, соответственно, образующегося напора воды. Здесь можно выделить следующие ГЭС:
- плотинные ГЭС. Это наиболее распространённые виды гидроэлектрических станций. Напор воды в них создаётся посредством установки плотины, полностью перегораживающей реку, или поднимающей уровень воды в ней на необходимую отметку. Такие гидроэлектростанции строят на многоводных равнинных реках, а также на горных реках, в местах, где русло реки более узкое, сжатое.
- приплотинные ГЭС. Строятся при более высоких напорах воды. В этом случае река полностью перегораживается плотиной, а само здание ГЭС располагается за плотиной, в нижней её части. Вода, в этом случае, подводится к турбинам через специальные напорные тоннели, а не непосредственно, как в русловых ГЭС.
- деривационные ГЭС. Такие электростанции строят в тех местах, где велик уклон реки. Необходимый напор воды в ГЭС такого типа создаётся посредством деривации. Вода отводится из речного русла через специальные водоотводы. Последние — спрямлены, и их уклон значительно меньший, нежели средний уклон реки. В итоге вода подводится непосредственно к зданию ГЭС. Деривационные ГЭС могут быть разного вида — безнапорные или с напорной деривацией. В случае с напорной деривацией, водовод прокладывается с большим продольным уклоном. В другом случае в начале деривации на реке создаётся более высокая плотина, и создаётся водохранилище — такая схема ещё называется смешанной деривацией, так как используются оба метода создания необходимого напора воды.
- гидроаккумулирующие электростанции (ГАЭС). Такие станции способны аккумулировать вырабатываемую электроэнергию и пускать её в ход в моменты пиковых нагрузок. Принцип работы следующий: в определённые периоды (не пиковой нагрузки), агрегаты ГАЭС работают как насосы от внешних источников энергии и закачивают воду в специально оборудованные верхние бассейны. Когда возникает потребность, вода из них поступает в напорный трубопровод и приводит в действие турбины.

В состав гидроэлектрических станций, в зависимости от их назначения, также могут входить дополнительные сооружения, такие как шлюзы или судоподъёмники, способствующие навигации по водоёму, рыбопропускные, водозаборные сооружения, используемые для ирригации, и многое другое.
Ценность гидроэлектрической станции состоит в том, что для производства электрической энергии они используют возобновляемые природные ресурсы. Ввиду того, что потребности в дополнительном топливе для ГЭС нет, конечная стоимость получаемой электроэнергии значительно ниже, чем при использовании других видов электростанций.

## Преимущества и недостатки
Преимущества:
- использование возобновляемой энергии;
- очень дешёвая электроэнергия;
- работа не сопровождается вредными выбросами в атмосферу;
- быстрый (относительно ТЭЦ/ТЭС) выход на режим выдачи рабочей мощности после включения станции.
- простая эксплуатация
- минимальные затраты труда

Недостатки:
- затопление пахотных земель;
- строительство ведётся только там, где есть большие запасы энергии воды;
- горные реки опасны из-за высокой сейсмичности районов;
- экологические проблемы: сокращённые и нерегулируемые попуски воды из водохранилищ по 10-15 дней (вплоть до их отсутствия), приводят к перестройке уникальных пойменных экосистем по всему руслу рек, как следствие, загрязнение рек, сокращение трофических цепей, снижение численности рыб, элиминация беспозвоночных водных животных, повышение агрессивности компонентов гнуса (мошки) из-за недоедания на личиночных стадиях, исчезновение мест гнездования многих видов перелётных птиц, недостаточное увлажнение пойменной почвы, негативные растительные сукцессии (обеднение фитомассы), сокращение потока биогенных веществ в океаны.

## История
Гидроэнергия использовалась с древних времён, для молки муки и других нужд. При этом приводом служил колёсный механизм, вращаемый потоком воды. В середине 1770-х годов французский инженер Бернар Форест де Белидор в опубликованной им работе Architecture Hydraulique, привёл описание гидромашин с вертикальной и горизонтальной осью вращения. К концу XIX века появились электрические генераторы, которые могли работать в сочетании с гидроприводом. Растущий спрос на электроэнергию вследствие Промышленной революции дал толчок в их развитии. В 1878 году заработала «первая в мире ГЭС», разработанная английским изобретателем Уильямом Джорджем Армстронгом в Нортумберленде, Англия. Она представляла собой агрегат, предназначенный для питания одной единственной дуговой лампы в его картинной галерее. Старая электростанция № 1 Schoelkopf возле Ниагарского водопада в США начала производить электричество в 1881 году. Первая гидроэлектростанция Эдисона для целей освещения, Vulcan Street начала работать 30 сентября 1882 года, в г. Аплтон, штат Висконсин, США, и выдавала мощность около 12,5 киловатт.
Но когда встал вопрос промышленного использования электричества, то оказалось, что под постоянный ток требуется слишком толстая медная проводка. Поэтому при оборудовании шахты Gold King Mine в Колорадо отдали предпочтение проекту компании Вестингауза, основанному на патентах Николы Теслы, то есть системе переменного тока двух фаз. Поныне ГЭС Эймса в Колорадо (en:Ames, Colorado) считается первым коммерчески значимым и успешным промышленным использованием электрического тока. До этого момента все применение сводилось преимущественно к бытовым и городским нуждам освещения домов и улиц постоянным током. А ГЭС в Эймсе вошла в «Перечень значимых объектов и событий IEEE» (en:List of IEEE milestones). Сам Тесла писал в автобиографии, что в проекте участвовать отказался, поскольку считал, что частота переменного тока должна составить 60 Гц, а не 133, как это было задумано инженерами компании Вестингауза. Мнение Теслы было учтено при оборудовании ГЭС на Ниагарском водопаде двумя годами позже, частота 60 Гц поныне является стандартной на территории США. Переменный ток, таким образом, стал де-факто стандартом для построения ГЭС, что явилось важной вехой в ходе «войны токов». Использовались как две фазы (под двигатели Николы Теслы), так и три фазы (под проекты Доливо-Добровольского) с трансформаторами на соответствующее число фаз.
Ныне именно три фазы используются повсеместно.
К 1886 году в США и Канаде было уже 45 гидроэлектростанций. К 1889 году только в США их было 200. В начале XX века коммерческими компаниями строится много небольших ГЭС в горах недалеко от городских районов. К 1920 году до 40 % электроэнергии, производимой в Соединённых Штатах вырабатывалось на ГЭС. В 1925 году в Гренобле (Франция) состоялась Международная выставка гидроэнергетики и туризма, которую посетили более одного миллиона человек. Одной из вех в освоении гидроэнергетики как США, так и в мире в целом стало строительство в 1930-х Плотины Гувера.

### В России
Наиболее достоверным считается, что первой гидроэлектростанцией в России была Берёзовская (Зыряновская) ГЭС (ныне территория Республики Казахстан), построенная в Рудном Алтае на реке Берёзовке (приток р. Бухтармы) в 1892 году. Она была четырёхтурбинной, общей мощностью 200 кВт и предназначалась для обеспечения электричеством шахтного водоотлива из Зыряновского рудника. Первой промышленной гидроэлектростанцией в России была ГЭС «Белый Уголь» в г. Ессентуки, построенная в 1903 году (ГЭС «Белый уголь»).
На роль первой также претендует Ныгринская ГЭС, которая появилась в Иркутской губернии на реке Ныгри (приток р. Вачи) в 1896 году. Энергетическое оборудование станции состояло из двух турбин с общим горизонтальным валом, вращавшим три динамо-машины мощностью по 100 кВт. Первичное напряжение преобразовывалось четырьмя трансформаторами трёхфазного тока до 10 кВ и передавалось по двум высоковольтным линиям на соседние прииски. Это были первые в России высоковольтные ЛЭП. Одну линию (длиной 9 км) проложили через гольцы к прииску Негаданному, другую (14 км) — вверх по долине Ныгри до устья ключа Сухой Лог, где в те годы действовал прииск Ивановский. На приисках напряжение трансформировалось до 220 В. Благодаря электроэнергии Ныгринской ГЭС в шахтах установили электрические подъёмники. Кроме того, электрифицировали приисковую железную дорогу, служившую для вывоза отработанной породы, которая стала первой в России электрифицированной железной дорогой.
Одной из первых можно считать ГЭС, построенную в 1897 году бельгийскими горно-промышленниками в Алагирском ущелье Северной Осетии в 7 км от современной Зарамагской ГЭС-1. Она использовалась для нужд Садонского рудоуправления. Её мощность составляла 552кВт.
Россия имела достаточно богатый опыт промышленного гидростроительства, в основном, частными компаниями и концессиями. Информация об этих ГЭС, построенных в России за последнее десятилетие XIX века и первые 20 лет XX столетия, достаточно разрознена, противоречива и требует специальных исторических исследований на эту тему. 
| Район      | Название        | Мощность, тыс. кВт |
| ---------- | --------------- | ------------------ |
| Северный   | Волховская      | 30                 |
|            | Нижнесвирская   | 110                |
|            | Верхнесвирская  | 140                |
| Южный      | Александровская | 200                |
| Уральский  | Чусовая         | 25                 |
| Кавказский | Кубанская       | 40                 |
|            | Краснодарская   | 20                 |
|            | Терская         | 40                 |
| Сибирь     | Алтайская       | 40                 |
| Туркестан  | Туркестанская   | 40                 |

В советский период развития энергетики упор делался на особую роль единого народнохозяйственного плана электрификации страны, который был утверждён 22 декабря 1920 года. Этот день был объявлен в СССР профессиональным праздником — Днём энергетика. Глава плана, посвящённая гидроэнергетике, называлась «Электрификация и водная энергия». В ней указывалось, что гидроэлектростанции могут быть экономически выгодными, главным образом, в случае комплексного использования: для выработки электроэнергии, улучшения условий судоходства или мелиорации. Предполагалось, что в течение 10-15 лет в стране можно соорудить ГЭС общей мощностью 21 254 тыс. лошадиных сил (15632 МВт), в том числе в европейской части России — мощностью 5438 МВт, в Туркестане — 2221 МВт, в Сибири — 7972 МВт На ближайшие 10 лет намечалось сооружение ГЭС мощностью 950 МВт, однако в последующем было запланировано сооружение десяти ГЭС общей рабочей мощностью первых очередей 535 МВт.
Хотя уже за год до этого, в 1919 году, Совет Рабочей и Крестьянской Обороны признал строительства Волховской и Свирской гидростанций объектами, имеющими оборонное значение. В том же году началась подготовка к возведению Волховской ГЭС, первой из гидроэлектростанций, возведённых по плану ГОЭЛРО.

## Гидроэлектростанции в мире

### Крупнейшие ГЭС
| Наименование | Мощность, ГВт | Среднегодовая выработка, млрд кВт·ч | Собственник                     | География                                      |
| ------------ | ------------- | ----------------------------------- | ------------------------------- | ---------------------------------------------- |
| Три ущелья   | 22,50         | 98,00                               |                                 | р. Янцзы, г. Сандоупин, Китай                  |
| Итайпу       | 14,00         | 92,00                               | Итайпу-Бинасионал               | р. Парана, г. Фос-ду-Игуасу, Бразилия/Парагвай |
| Силоду       | 13,90         | 64,80                               |                                 | р. Янцзы, Китай                                |
| Гури         | 10,30         | 40,00                               |                                 | р. Карони, Венесуэла                           |
| Черчилл-Фолс | 5,43          | 35,00                               | Newfoundland and Labrador Hydro | р. Черчилл, Канада                             |
| Тукуруи      | 8,30          | 21,00                               | Eletrobrás                      | р. Токантинс, Бразилия                         |

### Крупнейшие гидроэлектростанции России
По состоянию на 2017 год в России имеется 15 действующих гидроэлектростанций свыше 1000 МВт, и более сотни гидроэлектростанций меньшей мощности.
| Наименование        | Мощность, ГВт | Среднегодовая выработка, млрд кВт·ч | Собственник                | География                                                                   |
| ------------------- | ------------- | ----------------------------------- | -------------------------- | --------------------------------------------------------------------------- |
| Саяно-Шушенская ГЭС | 6,40          | 23,50                               | РусГидро                   | р. Енисей, г. Саяногорск, рп. Черёмушки                                     |
| Красноярская ГЭС    | 6,00          | 20,40                               | ЕвроСибЭнерго              | р. Енисей, г. Дивногорск                                                    |
| Братская ГЭС        | 4,52          | 22,60                               | ЕвроСибЭнерго              | р. Ангара, г. Братск                                                        |
| Усть-Илимская ГЭС   | 3,84          | 21,70                               | ЕвроСибЭнерго              | р. Ангара, г. Усть-Илимск                                                   |
| Богучанская ГЭС     | 3,00          | 17,60                               | РусГидро, Русский алюминий | р. Ангара, г. Кодинск                                                       |
| Волжская ГЭС        | 2,66          | 11,63                               | РусГидро                   | р. Волга, г. Волгоград и г. Волжский (плотина ГЭС находится между городами) |
| Жигулёвская ГЭС     | 2,46          | 10,34                               | РусГидро                   | р. Волга, г. Тольятти и г. Жигулёвск (плотина ГЭС находится между городами) |
| Бурейская ГЭС       | 2,01          | 7,10                                | РусГидро                   | р. Бурея, пос. Талакан                                                      |
| Чебоксарская ГЭС    | 1,40 (0,8)    | 3,50 (2,2)                          | РусГидро                   | р. Волга, г. Новочебоксарск                                                 |
| Саратовская ГЭС     | 1,40          | 5,7                                 | РусГидро                   | р. Волга, г. Балаково                                                       |
| Зейская ГЭС         | 1,33          | 4,91                                | РусГидро                   | р. Зея, г. Зея                                                              |
| Нижнекамская ГЭС    | 1,25 (0,45)   | 2,67 (1,8)                          | Татэнерго                  | р. Кама, г. Набережные Челны                                                |
| Загорская ГАЭС      | 1,20          | 1,95                                | РусГидро                   | р. Кунья, пос. Богородское                                                  |
| Воткинская ГЭС      | 1,04          | 2,28                                | РусГидро                   | р. Кама, г. Чайковский                                                      |
| Чиркейская ГЭС      | 1,00          | 1,74                                | РусГидро                   | р. Сулак, п. Дубки                                                          |

Примечания:
1. 1 2 3 4  Мощность и выработка при проектном уровне водохранилища; в настоящее время фактическая мощность и выработка значительно ниже, указаны в скобках.

Другие гидроэлектростанции России

## Крупнейшие аварии и происшествия
- Крупнейшей аварией за всю историю ГЭС является прорыв плотины китайского водохранилища Баньцяо на реке Жухэ в провинции Хэнань в результате тайфуна Нина 1975 года. Число погибших более 170 тыс. человек, пострадало 11 млн.
- 17 мая 1943 года — операция британских войск Chastise по подрыву плотин на реках Мёне (водохранилище Мёнезее) и Эдер (водохранилище Эдерзее), повлёкшие за собой гибель 1268 человек, в том числе около 700 советских военнопленных.
- 9 октября 1963 года — одна из крупнейших гидротехнических аварий на плотине Вайонт в северной Италии, погибло более двух тысяч человек.
- В ночь на 11 февраля 2005 года в провинции Белуджистан на юго-западе Пакистана из-за мощных ливней произошёл прорыв 150-метровой плотины ГЭС у города Пасни. В результате было затоплено несколько деревень, более 135 человек погибли.
- 5 октября 2007 года на реке Чу во вьетнамской провинции Тханьхоа после резкого подъёма уровня воды прорвало плотину строящейся ГЭС Кыадат. В зоне затопления оказалось около 5 тыс. домов, 35 человек погибли.
- 17 августа 2009 года — авария на Саяно-Шушенской ГЭС (самой мощной в России). В результате аварии погибло 75 человек, оборудованию и помещениям станции был нанесён серьёзный ущерб.
- 6 июня 2023 года — Подрыв Каховской ГЭС в ходе российского вторжения в Украину. В результате происшествия многие населённые пункты ниже течения Днепра, в том числе город Херсон, оказались затоплены. Каховское водохранилище полностью обмелело из-за чего серьёзный ущерб получило сельское хозяйство. Погибло 52 человека.